# Multifactory
Una multifactory è un tipo di spazio di lavoro condiviso di tipo collaborativo, concettualmente vicino ad altri tipi di spazi quali i makerspace e i coworking.
Una multifactory si basa sul concetto di mutuo aiuto e libera circolazione delle idee, promuovendo il principio che la libera circolazione del sapere possa essere un fattore di vantaggio competitivo , sia per le organizzazioni no-profit che profit. Le caratteristiche peculiari di una multifactory sono tre:
- essere un progetto community based a governance orizzontale[non chiaro]; tutte le multifactory sono gestite da una comunità locale, tipicamente un'associazione no-profit, che gestisce direttamente gli spazi.
- essere un ambiente eterogeneo rispetto alle attività che vi sono inserite, che passano dall'artigianato, all'arte, ai freelance.
- essere pensato per avere una caratterizzazione produttiva, intesa come vocazione alla creazione da zero di nuovi progetti, prodotti o servizi, quindi non vi sono attività meramente commerciali.

Solitamente una multifactory trova posto in aree periferiche delle città entro edifici industriali in disuso, che spesso vengono messi a disposizione dalla proprietà in cambio della copertura dei costi di manutenzione degli edifici. Gli orari sono solitamente h24 e la gestione degli spazi è interamente affidata ai soci presenti, quindi non è prevista attività di reception o portierato.